# シュコダ35Tr
シュコダ35Tr（Škoda 35Tr）は、チェコのシュコダ・エレクトリックが展開するトロリーバス車両。イヴェコ・バスが展開する連節バスと同型の車体を用いた車両である。

## 概要
シュコダ・トランスポーテーションの子会社であるシュコダ・エレクトリックは、2000年代以降チェコ国内外のバスメーカーとの間に契約を結び、各社が製造した車体とシュコダ・エレクトリック製の電気機器を組み合わせたトロリーバスの展開を行っている。その中でシュコダ35Trは、車両メーカーのイヴェコ・バスとの協力に基づき開発された車種である。
イヴェコ・バスが展開する連節バスと同型の車体を用いたトロリーバス車両で、従来の車種と比較し充電効率を向上させた充電池が搭載されている。これにより、架線が設置されていない区間でも従来の車種と比べ長距離の走行が可能となっている他、充電時間の削減も図られている。

## 運用

### 試作車
2017年10月にシュコダ・エレクトリックとイヴェコ・バスとの間に結ばれた契約に基づき2018年に完成した試作車は、当初イヴェコ・バスが展開するアーバンウェイ18M（Urbanway 18M）と同型の車体を有していたが、その後同年にドイツ・ハノーファーで開催された展示会での公開までに前面形状を始めとした一部部品をクレアリス（Iveco Crealis）と同型のものに改造された。以降は各都市へのプレゼンテーションに用いられている。

### ズリーン/オトロコヴィツェ
2018年、ズリーン/オトロコヴィツェ交通会社（Dopravní společnost Zlín-Otrokovice、DSZO）はシュコダ・エレクトリックとの間に充電池を搭載した1両のトロリーバス車両を発注した。これに合わせて製造されたシュコダ35Trは前述した試作車と異なり、クレアリスよりも製造コストが安価なアーバンウェイ18Mの車体が用いられている。当初は2019年に導入される予定であったが計画は大幅に遅れ、トロリーバス路線で営業運転を開始したのは2020年3月後半となった。

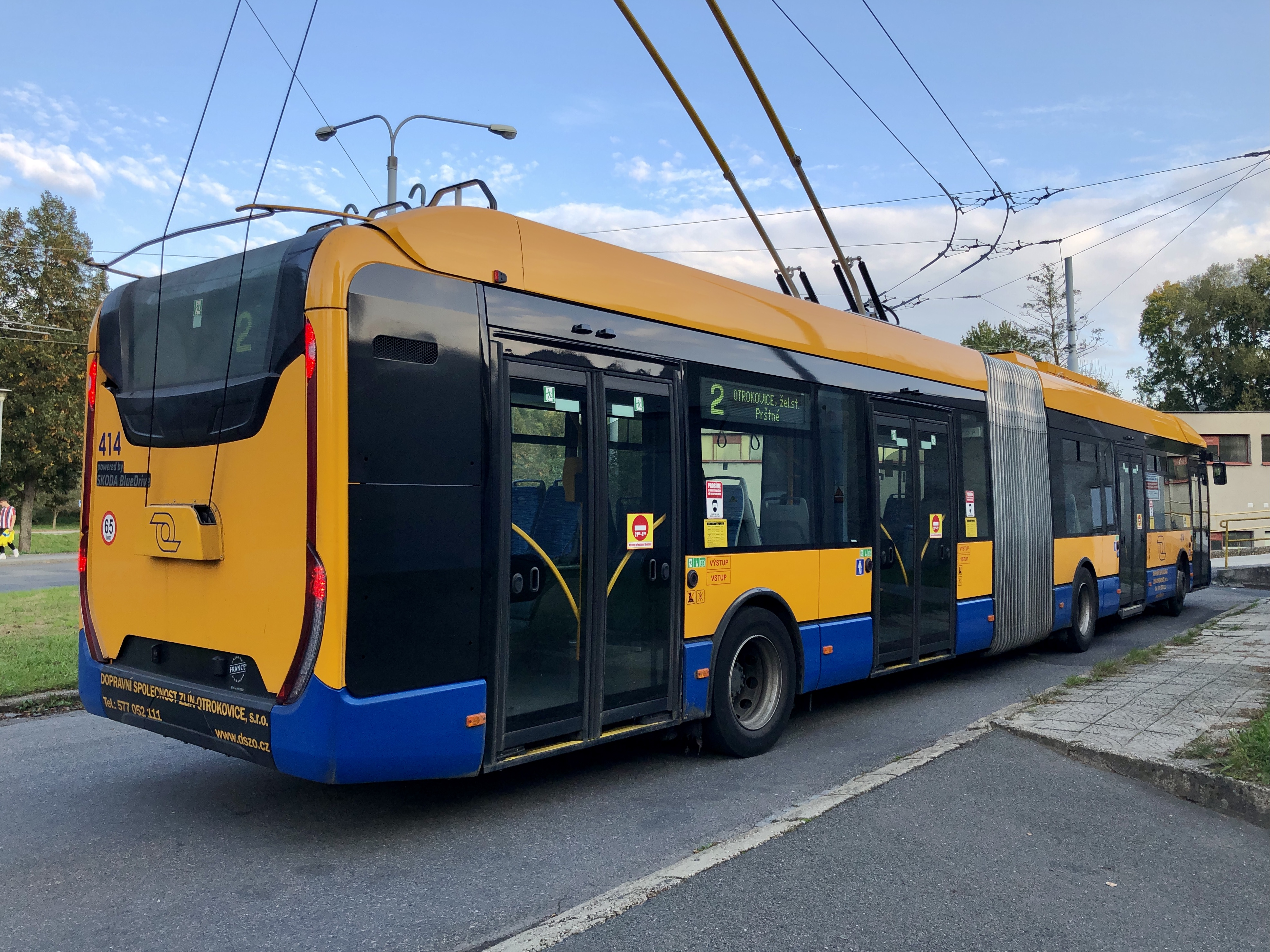
後方（2020年撮影）

## 関連車種
- シュコダ24Tr、シュコダ25Tr - イヴェコ・バスへの社名変更前のイリスバス製の車体とシュコダ・エレクトリック製の電気機器を用いて製造されたトロリーバス車両[8]。
- イヴェコ・クレアリス - イヴェコ・バスはシュコダ・エレクトリックの電気機器を用いたクレアリスをフランスのリモージュ（リモージュ・トロリーバス）向けに導入している[9][10][11]。